# Josep Serra Massana
Josep Serra Massana (Igualada, 1896 - Barcelona, 1980) fue un dibujante de Cataluña, España, formado en la Academia Baixas de Barcelona.

## Biografía
En 1932 creó su propia empresa de propio estudio de producción cinematográfica de animación (Ibérica Films) en Barcelona y con el que produjo más de cien películas hasta el comienzo de la guerra civil española en 1936, que arruinó su negocio. En 1941 se exilió a Argentina, aunque no muchos años después regresó a España.
Junto con Ramón Miret, fue uno de los pioneros de los dibujos animados en el cine de animación publicitario. Colaboró en Joventut catalana, Lecturas, En Patufet, Virolet, La Mainada y TBO. Ilustró, también, numerosos libros infantiles para las editoriales Muntañola y Seix Barral. Durante la última guerra civil española colaboró en Flechas y Pelayos, y creó con Baldrich la revista Mujer. Es autor del ensayo Análisis de la comicidad (1961). Su estilo denota una influencia clara de Junceda, en detrimento, tal vez, de su propia personalidad artística.